# گروه بزرگ اختروش کلوز-کمپوسانو

نقشه چگالی اختروش Ra\Dec در صورت فلکی شیر. رنگهای تیره‌تر نمایانگر تراکم بیشتر اختروش‌ها می‌باشد. آنچه در این تصویر نمایش داده شده CCLQG می‌باشد(صلیبهای قرمز) که در مجاورت گروه اختروش بسیار بزرگتر سترگ (Huge-LQG) قرار گرفته‌است(دایره‌های مشکی). «تصویر از: آر. جی. کلوز، دانشگاه مرکزی لانکاشایر»

گروه بزرگ اختروش کلوز-کمپوسانو (به انگلیسی: Clowes–Campusano LQG) یکی از بزرگترین ساختارهای غول آسای کیهانی است که از ۳۴ اختروش تشکیل شده‌است و پهنایی به وسعت ۲ میلیارد سال نوری دارد. این گروه بزرگ اختروش به نامهای CCLQG، LQG 3 و U1.28 نیز نمایش داده‌می‌شود. تا قبل از کشف گروه بزرگ اختروش یو۱.۱۱، بزرگترین ساختار شناخته‌شده در گیتی بود. این ساختار عظیم در نزدیکی گروه بزرگ اختروش سترگ قرارگرفته‌است.
کشف آن در سال ۱۹۹۱ و توسط دو اخترشناس به نامهای راجر کلوز و لوییس کمپوسانو انجام‌شد.

## مشخصات
CCLQG که در فاصله ۹.۵ میلیارد سال نوری از ما قرار دارد متشکل از ۳۴ اختروش است. اختروش‌ها هسته های کهکشانی فعال بسیار درخشنده هستند که از سیاهچاله‌های کلان‌جرم تشکیل شده‌اند. گستردگی آن در منطقه‌ای به طول ۲ میلیارد سال نوری و عرض ۱ میلیارد سال نوری آن را به یکی از عظیم‌ترین و عجیب‌ترین ساختارهای شناخته‌شده در جهان تبدیل نموده‌است. دلیل اینکه به آن نام «U1.28» داده شده، این است که میانگین انتقال به سرخ آن ۱.۲۸ است و همچنین در صورت فلکی شیر واقع شده‌است.
همچنین ۱.۸ میلیارد سال نوری از گروه بزرگ اختروش سترگ (Huge-LQG) که متشکل از ۷۳ اختروش است و در سال ۲۰۱۲ کشف شد، فاصله دارد.